# بيرل فان دير فيسيل
بيرل فان دير فيسيل (بالهولندية: Pearl van der Wissel) مواليد 14 أبريل 1984 في لايدن، هي لاعبة كرة يد هولندية. مثلت منتخب هولندا لكرة اليد للسيدات.

## سجل المنافسة
شاركت في البطولات التالية:
- بطولة العالم لكرة اليد للسيدات 2011
- بطولة أوروبا لكرة اليد للسيدات 2010

## روابط خارجية
- بيرل فان دير فيسيل على موقع الاتحاد الأوروبي لكرة اليد (الإنجليزية)